# Claude Battistella
Pour les articles homonymes, voir Battistella.
Claude Battistella est un footballeur français né le 2 janvier 1928 à Colmar et mort le 2 octobre 2005 à Hyères.

## Biographie
Il évolue comme attaquant au RC Strasbourg avec lequel il remporte la Coupe de France en 1951, contre l'US Valenciennes-Anzin, 3-0.
Il joue ensuite quatre saisons à l'AS Monaco.
Il participe à la montée du club de la Principauté en Division 1 en 1953.

## Palmarès
- Vainqueur de la Coupe de France en 1951 avec le RC Strasbourg
- Vice-champion de France D2 en 1953 avec l'AS Monaco